# Yellow Coach

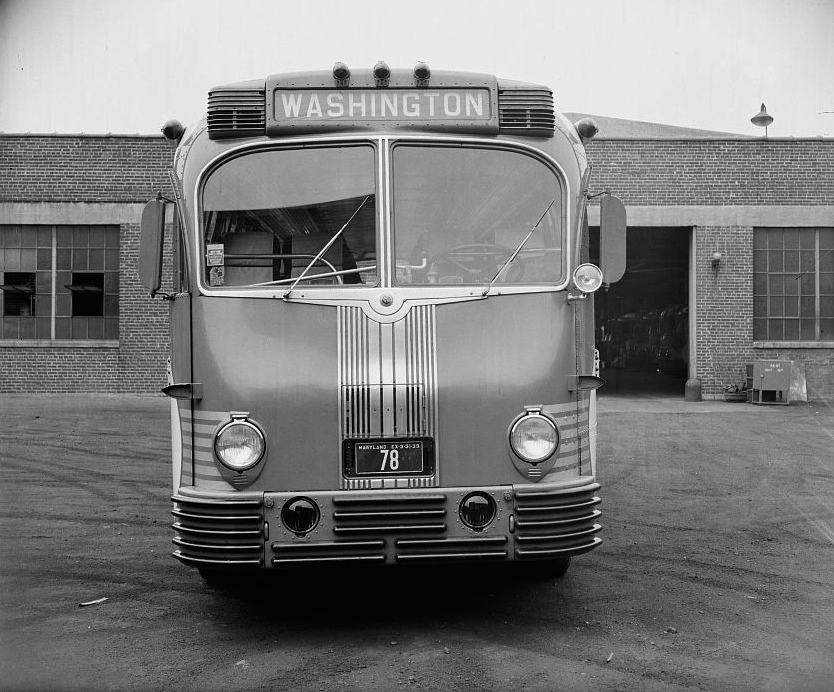
Frontansicht eines Yellow Coach Model 719 der Greyhound Lines ("Supercoach"), ca. 1938

Die Yellow Coach Manufacturing Company, ab 1925 Yellow Truck and Coach Manufacturing Company, wurde 1923 von John D. Hertz als Tochterunternehmen der Yellow Cab Manufacturing Company gegründet und war ein früher Omnibushersteller in den Vereinigten Staaten. Zeitweilig war das Unternehmen der größte Omnibus-Hersteller der Welt.

## Unternehmensgeschichte
Die Wurzeln des Unternehmens gehen zurück auf die Gas-Electric Motorbus Company und die American Motor Bus Company, die 1913 von den Brüdern Stanley L. (1850–um 1920) und Roland R. Conklin (1858–1936) in Chicago (Illinois) gegründet worden waren. Zu dieser Zeit waren die Conklins bereits erfolgreiche Geschäftsleute mit Interessen in Banken, Immobilien, Eisenbahngesellschaften und Minen. Mit der American Motor Coach Company, gegründet mit einem Startkapital von 100.000 US$ am 2. Mai 1901 in Chicago, betrieben sie auch einen der ersten Linienbus-Betriebe in den USA. Mit 12 Fahrzeugen verband er zunächst Lincoln Park und Adams Street in Chicago. Ferner beteiligten sie sich an der ältesten Bahnlinie in Kuba und waren im Dezember 1912 Mitbegründer der New York Motor Bus Company, die einen Liniendienst mit Benzin- und Elektrobussen zwischen der 14. und der 191. Straße in Manhattan leistete.
1913 waren die Conklins Investoren in der genannten Gas-Electric Motorbus Company von Percy K. Hexter, der in New York zuvor bereits eine Niederlassung für Gramm-LKW und einen Taxibetrieb mit 50 Taxis der Marke Sultan geleitet hatte. Gas-Electric Motorbus baute nach Hexters Plänen ein innovatives Fahrkonzept für einen LKW mit 4 tn Nutzlast resp. Hybridbus. Ein Ottomotor speiste dabei über eine Kraftübertragung und Controller von General Electric je einen Elektromotor an jedem Hinterrad. 1921 wurde das Unternehmen von der Yellow Cab Company übernommen und bildete die Basis für die eigene Fahrzeugproduktion, die zunächst in der Yellow Cab & Coach Manufacturing Company konzentriert wurde.
1923 wurde die Busproduktion von der Taxiherstellung abgetrennt und als Yellow Coach Manufacturing Company eine eigene Tochtergesellschaft.
G. J. Rackham, der seine berufliche Laufbahn nach dem Ersten Weltkrieg bei der London General Omnibus Company (LGOC) begonnen hatte, war von 1922 bis 1926 in den Vereinigten Staaten und erkannte während seiner Anstellung bei Yellow Coach in Chicago die Vorteile eines Niederrahmens für Omnibusse. Vermutlich wurde er von Hertz in London abgeworben, um für ihn den Einstieg ins Omnibusgeschäft zu organisieren. 1926 kehrte er nach England zurück und trat bei Leyland als Chefingenieur ein, wo er für die revolutionären Titan- und Tiger-Modelle verantwortlich war.
General Motors wurde 1925 Mehrheitseigner der Gesellschaft und änderte per 8. Juli den Namen in Yellow Truck & Coach Manufacturing Company. Neue Produktionsanlagen entstanden nach 1925 in Pontiac (Michigan). 1928 wurde das Werk in Chicago geschlossen und auch die ebenfalls 1925 erworbene Yellow Cab Manufacturing Company wurde nach Pontiac verlegt. Taxis wurden von 1930 bis 1936 als General Motors Cab verkauft und dann eingestellt; das Taxigeschäft wurde eine Angelegenheit der Divisions, insbesondere von Chevrolet und Pontiac.
Im Laufe des Jahres 1930 investierte Yellow Truck & Coach in die Greyhound Lines Corp. Der bekannte Überland-Busdienst war bereits ein Kunde und in Schwierigkeiten.
1943 kaufte General Motors die verbliebenen Anteile an der Yellow Truck & Coach Manufacturing Company auf und verleibte sie sich als GM Truck & Coach Division vollkommen ein. Obwohl GM die Yellow-Coach-Produktlinie fortsetzte, wurde 1944 der Markenname Yellow Coach durch GMC ersetzt. Die Abteilung bestand bis 1987.

## Modelle

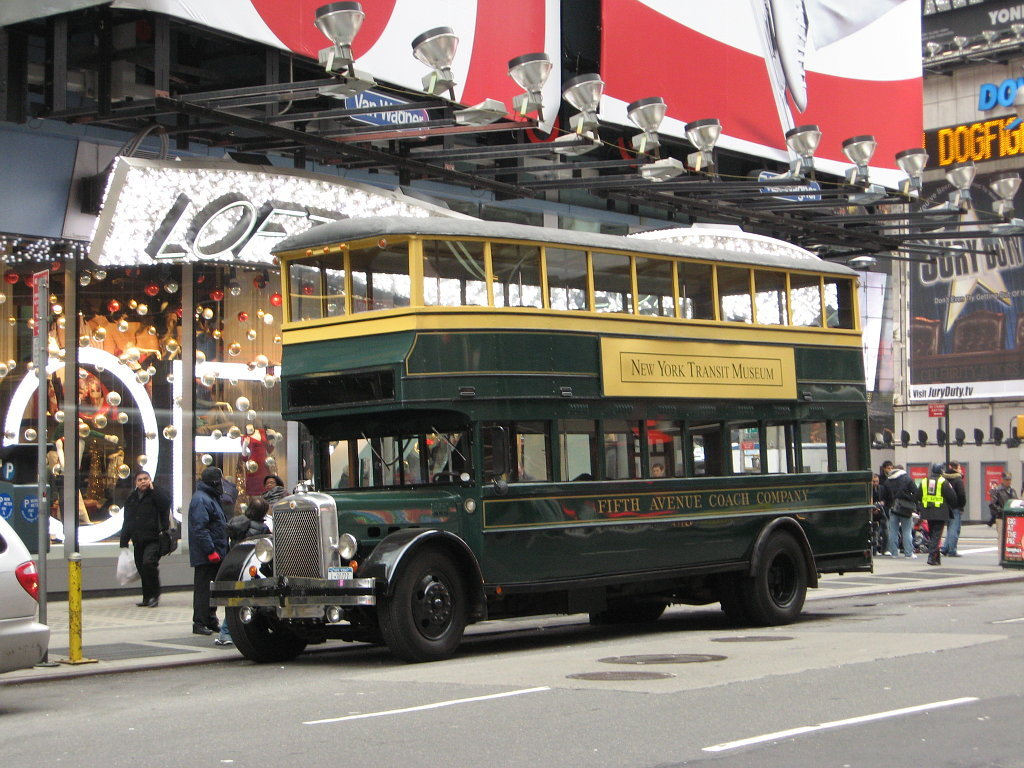
Ein Yellow Coach Z-BH-602 der FACCO

### Busse Baureihe Z (1923–1936)
- Z-29 – Stadtbus mit Frontmotor für 29 Passagiere
- Z-63 – oben offener Doppeldeckerbus mit Frontmotor
- Z-66 – halboffener Doppeldeckerbus mit Frontmotor
- Z-67 – oben offener Doppeldeckerbus mit Frontmotor
- Z-A-199 – Doppeldeckerbus mit Frontmotor
- Z-AAAM – oben offener Doppeldeckerbus mit Frontmotor
- Z-AL-265 – Omnibus / Oberleitungsbus mit Frontmotor
- Z-AQ-273
- Z-BI-610 – Reisebus mit Frontmotor für 32 Passagiere
- Z-BP-620 – Stadtbus mit Frontmotor für 38 Passagiere
- Z-BR-602 – Doppeldeckerbus mit Frontmotor für 62 Passagiere
- Z-C-201 – Doppeldeckerbus mit Frontmotor für 66 Passagiere
- Z-CT-843
- Z-E-203 – oben offener Doppeldeckerbus mit Frontmotor
- ZBQ-621 – gas-elektrisch angetriebener Doppeldeckerbus mit Frontmotor
- Z-200/Z-230 – oben offener Doppeldeckerbus mit Frontmotor
- Z-230-W-8 – Stadtbus mit Frontmotor für 33 Passagiere
- Z-225 – Reisebus mit Frontmotor
- Z-250 – Reisebus mit Frontmotor für 33 Passagiere
- Z-240 – Stadtbus mit Frontmotor
- Z-255 – Reisebus mit Frontmotor für 33 Passagiere

### Busse Baureihe Y (1924–1932)
- Y-29 – Reisebus mit Frontmotor für 29 Passagiere
- Y-Z-227
- Y-Z-229
- Y-O-254
- Y-U-316

### Busse Baureihe X (1924–1928)
- X-21 – Reisebus mit Frontmotor für 17–21 Passagiere

### Busse Baureihe W (1928–1935)
- W-21 – Stadt- oder Reisebus mit Frontmotor für 18–21 Passagiere

### Busse Baureihe U (1928–1935)
- U-16 – Stadt- oder Reisebus mit Frontmotor für 16 Passagiere
- U-29 – Stadt- oder Reisebus mit Frontmotor für 29 Passagiere

### Busse Baureihe V (1930–1936)
- V-29 – Reisebus mit Frontmotor für 29 Passagiere
- V-225 – Stadtbus mit Frontmotor
- V-A-634 – Reisebus mit Frontmotor
- VR-819 – Reisebus mit Frontmotor

### Busse Baureihe 700 (1934–1937)
- 700
- 701 – Oberleitungsbus für 40 Passagiere
- 702
- 704 – Stadtbus mit Heckmotor für 40 Passagiere
- 706 – "Queen Mary" – Prototyp eines Doppeldeckerbusses mit Heckmotor für 72 Passagiere
- 709 – Stadtbus mit Frontmotor für 18 Passagiere
- 711 – Stadtbus mit Heckmotor für 28 Passagiere
- 715 – Stadtbus mit Frontmotor für 21 Passagiere
- 716 – Stadtbus mit Frontmotor für 23 Passagiere
- 717
- 718 – Stadtbus mit Heckmotor
- 719 – Reisebus mit Heckmotor
- 720 "Queen Mary" – Doppeldeckerbus mit Heckmotor für 72 Passagiere
- 722 – Reisebus mit Heckmotor für 20 Passagiere
- 724 – Reisebus mit Heckmotor für 28 Passagiere
- 725 – Stadtbus mit Heckmotor für 32 Passagiere
- 727 – Stadtbus mit Heckmotor für 36 Passagiere
- 728 – Stadtbus mit Heckmotor für 32 Passagiere
- 729 – Omnibus / Oberleitungsbus mit Heckmotor
- 731 – Stadtbus mit Heckmotor
- 732 – Reisebus mit Heckmotor
- 733 – Stadtbus mit Frontmotor
- 734 – Stadtverbindungsbus mit Heckmotor
- 735 – Doppeldeckerbus mit Heckmotor
- 736 – Omnibus mit Dieselmotor im Heck
- 738 – kleiner Reisebus mit Heckmotor
- 739 – kleiner Stadtbus mit Heckmotor
- 740 – Stadtbus mit Heckmotor
- 741 – gas-elektrisch angetriebener Stadtbus mit Heckmotor
- 742 – Stadtverbindungsbus mit Heckmotor
- 743 – Reisebus mit Heckmotor
- 744 – Stadtbus mit Heckmotor für 36 Passagiere
- 745 – Reisebus mit Heckmotor und Liegesitzen
- 746 – diesel-elektrisch angetriebener Stadtbus mit Heckmotor

### Busse Baureihe 1200 (1938–1940)
- 1203 – Stadtbus
- 1204 – Stadtbus
- 1209 "Cruiserette" – Reisebus mit Heckmotor für 25 Passagiere
- 1210 "Cruiserette" – Reisebus

### Stadtbusse Baureihe T (1940–1942)
- TG-2101 – Stadtbus mit Frontmotor für 21 Passagiere
- TG-2102 – Stadtbus mit Frontmotor für 21 Passagiere
- TG-2105 – Stadtbus mit Frontmotor für 21 Passagiere
- TD-2401/TG-2401 – Stadtbus mit Frontmotor für 24 Passagiere
- TG-2402 – Stadtbus mit Frontmotor für 24 Passagiere
- TG-2405 – Stadtbus mit Frontmotor für 24 Passagiere
- TD-2501/TDE-2501 – Stadtbus mit Heckmotor für 25 Passagiere
- TD-2502 – Stadtbus mit Heckmotor für 25 Passagiere
- TD-2701/TG-2701 – Stadtbus mit Heckmotor für 27 Passagiere
- TD-2705/TG-2705 – Stadtbus mit Heckmotor für 27 Passagiere
- TG-2706 – Stadtbus mit Heckmotor für 27 Passagiere
- TD-3201/TG-3201 – Stadtbus mit Heckmotor für 32 Passagiere
- TD-3205/TG-3205 – Stadtbus mit Heckmotor für 32 Passagiere
- TD-3601/TG-3601 – Stadtbus mit Heckmotor für 36 Passagiere
- TD-3602/TG-3602 – Stadtbus mit Heckmotor für 36 Passagiere
- TG-3603 – Stadtbus mit Heckmotor für 36 Passagiere
- TD-3605/TG-3605 – Stadtbus mit Heckmotor für 36 Passagiere
- TD-3606/TG-3606 – Stadtbus mit Heckmotor für 36 Passagiere
- TD-4001/TDE-4001/TG-4001 – Stadtbus mit Heckmotor für 40 Passagiere
- TDE-4002 – Stadtbus mit Heckmotor für 40 Passagiere
- TD-4005/TDE-4005/TG-4005 – Stadtbus mit Heckmotor für 40 Passagiere
- TD-4006 – Stadtbus mit Heckmotor für 40 Passagiere
- TC-4501 – Stadtbus mit Heckmotor für 45 Passagiere
- TD-4502/TG-4502 – Stadtbus mit Heckmotor für 45 Passagiere
- TD-4503 – Stadtbus mit Heckmotor für 45 Passagiere
- TD-4505/TG-4505 – Stadtbus mit Heckmotor für 45 Passagiere
- TD-5401 – Stadtbus mit Heckmotor für 54 Passagiere

### Reisebusse Baureihe P (1940–1944)
- PG-2501 – Reisebus mit Heckmotor für 25 Passagiere
- PG-2502 – Reisebus mit Heckmotor für 25 Passagiere
- PG-2503 – Reisebus mit Heckmotor für 25 Passagiere
- PG-2504 – Reisebus mit Heckmotor für 25 Passagiere
- PD-2901/PG-2901 "Cruiserette" – Reisebus mit Heckmotor für 29 Passagiere
- PG-2902 "Cruiserette" – Reisebus mit Heckmotor für 29 Passagiere
- PDG-3701/PGG-3701 "Silversides" – Reisebus mit Heckmotor für 37 Passagiere (für Greyhound Lines gebaut)
- PDA-3701 – Reisebus mit Heckmotor für 37 Passagiere (während des Zweiten Weltkrieges gebaut)
- PG-3701 – Reisebus mit Heckmotor für 37 Passagiere (während des Zweiten Weltkrieges gebaut)
- PDG-4101/PGG-4101 "Silversides" – Reisebus mit Heckmotor für 41 Passagiere (für Greyhound Lines gebaut)